# Andy Boyle
Andy Boyle (Palmerstown, 7 de marzo de 1991) es un futbolista irlandés que juega de defensa en el Dundalk F. C. de la Premier Division de Irlanda. Es internacional con la selección de fútbol de la República de Irlanda.

## Carrera internacional
Boyle fue internacional sub-15, sub-18 y sub-19 con la selección de fútbol de la República de Irlanda, antes de convertirse en internacional absoluto el 28 de marzo de 2017, en un partido amistoso frente a la selección de fútbol de Islandia.

## Clubes
| Club                      | País       | Año       |
| ------------------------- | ---------- | --------- |
| UC Dublin                 | Irlanda    | 2009-2010 |
| Shelbourne F. C.          | Irlanda    | 2011-2012 |
| Dundalk F. C.             | Irlanda    | 2013-2016 |
| Preston North End         | Inglaterra | 2017-2019 |
| Doncaster Rovers (cedido) | Inglaterra | 2018      |
| Dundee F. C. (cedido)     | Escocia    | 2018      |
| Ross County (cedido)      | Escocia    | 2019      |
| Dundalk F. C.             | Irlanda    | 2019-Act. |

## Palmarés

### Títulos nacionales
| Título                     | Club          | País    | Año  |
| -------------------------- | ------------- | ------- | ---- |
| Premier Division           | Dundalk F. C. | Irlanda | 2014 |
| Copa de la Liga de Irlanda | Dundalk F. C. | Irlanda | 2014 |
| Premier Division           | Dundalk F. C. | Irlanda | 2015 |
| Copa de Irlanda            | Dundalk F. C. | Irlanda | 2015 |
| Supercopa de Irlanda       | Dundalk F. C. | Irlanda | 2015 |
| Premier Division           | Dundalk F. C. | Irlanda | 2016 |
| Campeonato de Escocia      | Ross County   | Escocia | 2019 |
| Scottish Challenge Cup     | Ross County   | Escocia | 2019 |
| Premier Division           | Dundalk F. C. | Irlanda | 2019 |
| Copa de la Liga de Irlanda | Dundalk F. C. | Irlanda | 2019 |
| Supercopa de Irlanda       | Dundalk F. C. | Irlanda | 2019 |

### Distinciones individuales
| Distinción                            | Año  |
| ------------------------------------- | ---- |
| Equipo del año de la Premier Division | 2014 |
| Equipo del año de la Premier Division | 2015 |
| Equipo del año de la Premier Division | 2016 |